# Євген Безрученко
Євген Безрученко (26 жовтня 1977) — російський плавець.
Чемпіон світу з водних видів спорту 2000, 2001 років, призер 1998 року.
Чемпіон Європи з водних видів спорту 1999 року, призер 1997 року.